# Pantalón pitillo

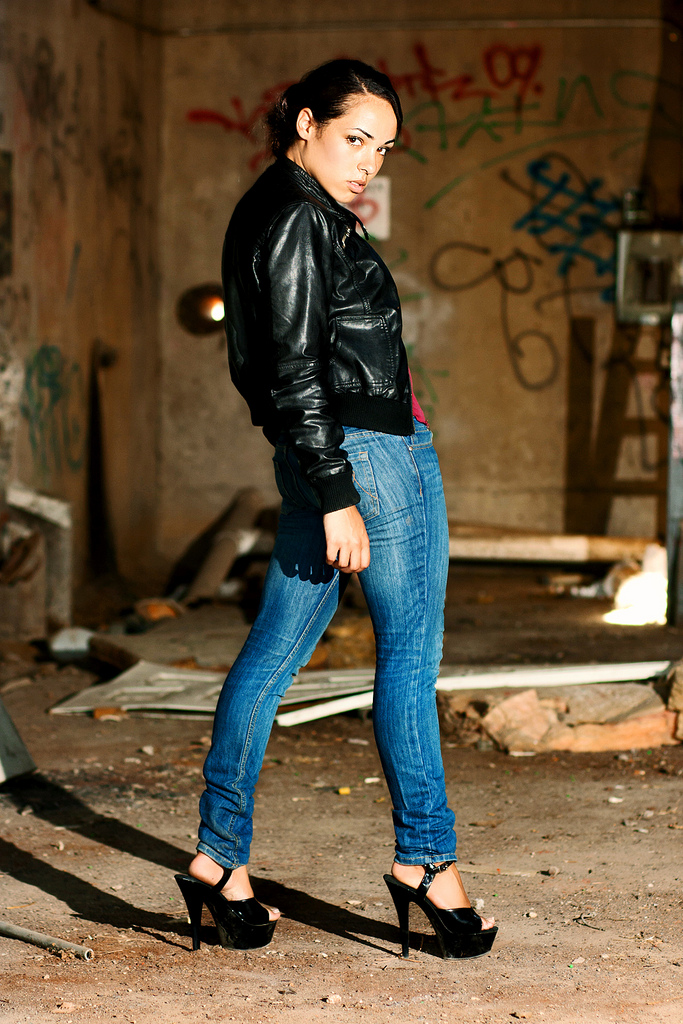
Blue jean pitillo con tacón.

Un pantalón pitillo o skinny jean (en España, Perú, México y Chile), pantalon tubito (en Venezuela) y chupín (en otros países de Sudamérica), es un tipo de pantalón ajustado y con corte estrecho en la pelvis, de ahí su nombre. Se caracterizan porque la parte de la entrepierna tiene el mismo tipo de corte que el de un pantalón de mujer siendo muy reducido de lo largo y por lo tanto también ajustado. Inicialmente, era una prenda de uso femenino, pero con el tiempo también se confeccionaron entubados para hombres. Estéticamente, son los opuestos a los pantalones de campana. 
Los pantalones pitillo tienen la virtud de definir claramente la silueta de las piernas. Admiten multitud de combinaciones, se pueden llevar con camisetas largas, con vestidos cortos, etcétera. Son un tipo de prenda informal que por su comodidad y versatilidad se utiliza a diario, pero también puede servir para ocasiones formales combinado con una chaqueta.
Los entubados son una prenda clásica de los años 1980 pero vuelven periódicamente a las páginas de moda. Las variedad disponible es enorme, tanto en diseño como en colores. Son clásico los entubados de mezclilla tanto en azul como en negro que pueden combinarse con camisetas o camisas.
Pueden llevarse con gran variedad de calzado, desde botas hasta zapato plano, pasando por calzado deportivo, sandalias o, incluso, zapatos de tacón.

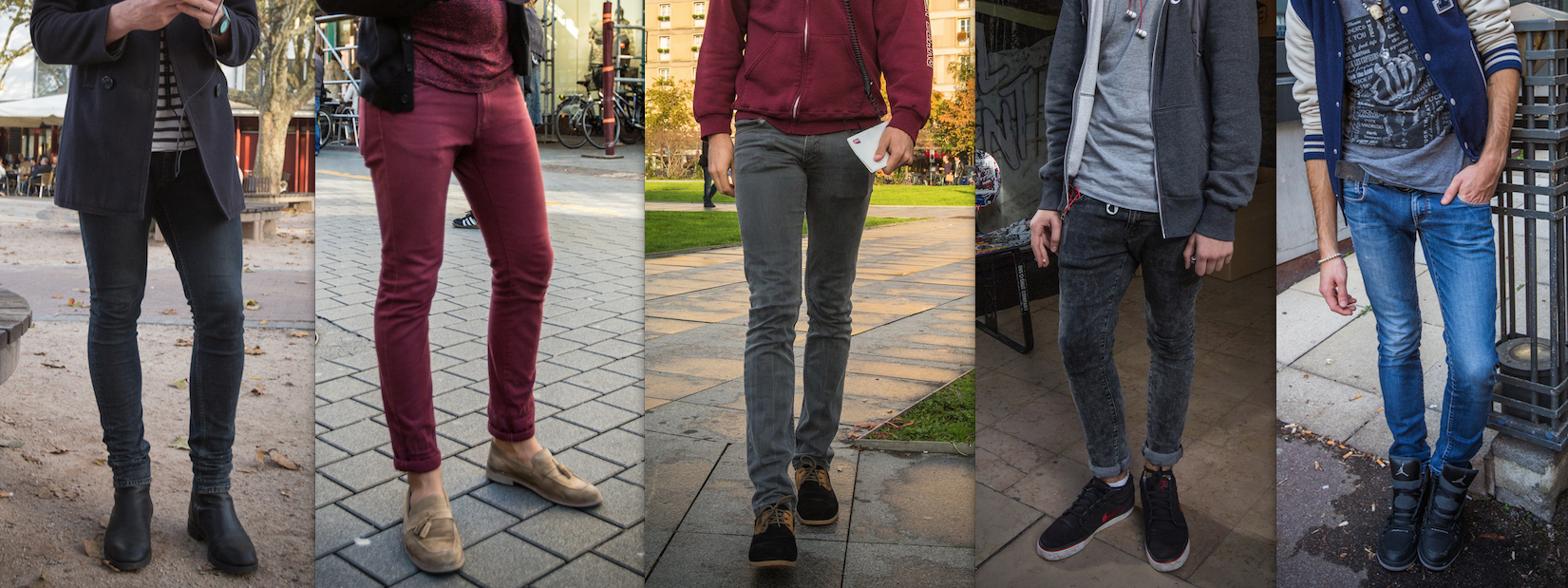
Hombre en Pantalón pitillo vaquero

## Uniforme Heavy metal
Los pantalones entubados han sido parte tradicional del uniforme de las bandas de heavy metal y sus seguidores. Generalmente, la indumentaria más aceptada dentro del heavy metal consiste en pantalones de cuero ajustados o jeans elásticos de entubados (o mallas), chaqueta de cuero negro, indumentaria de color negro, botas deportivas oscuras o militares y el clásico cabello largo.